# Aum

Simbolul Aum

Aum (sau Om) (în sanscrită ॐ, ओम्, romanizat: Ōṃ) este un sunet sacru, silabă, mantră sau o invocație în hinduism. Aum este simbolul principal al hinduismului. Se spune că este esența absolutului suprem, conștiința, Atman, Brahman sau lumea cosmică. În tradițiile indiene, Aum servește ca o reprezentare sonoră a divinului, un standard al autorității vedice și un aspect central al doctrinelor și practicilor soteriologice. Silaba se găsește adesea la începutul și la sfârșitul capitolelor în Vede, Upanișade și alte texte hinduse.

## Hinduism

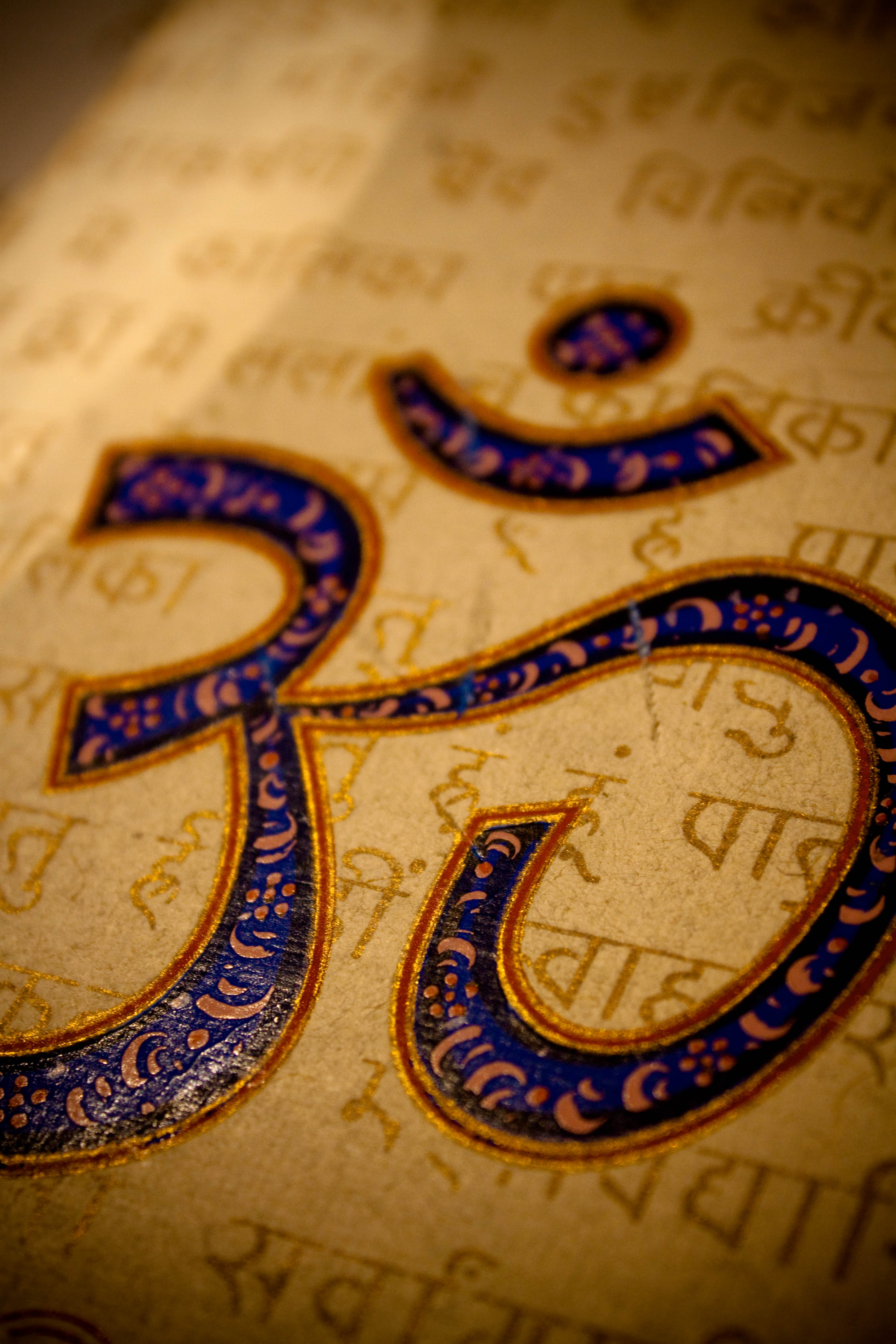
Aum primește multe semnificații și straturi de simbolism în Upanișade, inclusiv „sunetul sacru, Da!, Vedele, udgitha (cântecul universului), infinitul, atotcuprinzătorul, întreaga lume, adevărul, supremul. realitatea, cea mai fină esență, cauza universului, esența vieții, Brahmanul, ātmanul, vehiculul cunoașterii celei mai profunde și al cunoașterii de sine (atma jnana)”.

În hinduism, Aum este unul dintre cele mai importante sunete spirituale. Silaba se găsește adesea la începutul și la sfârșitul capitolelor din Vede, Upanișade și alte texte hinduse, și este adesea cântată fie independent, fie înaintea unei mantre, ca o incantație spirituală sacră făcută înainte și în timpul recitării. a textelor spirituale, în timpul puja și rugăciunile private, în ceremoniile de rituri de trecere (sanskara), cum ar fi nunți, și în timpul activităților meditative și spirituale, cum ar fi yoga.
Este cea mai sacră silabă simbol și mantră a lui Brahman, care este realitatea supremă, conștiința sau Atman (Eul în interior).
Se numește Shabda Brahman (Brahman ca sunet) și se crede a fi sunetul primordial (Pranava) al universului.